# Swinging London
Swinging London é o termo comumente usado para se descrever a efervescência cultural e o modernismo de costumes da cidade de Londres, e dali para o mundo, durante a segunda metade dos anos 1960. Eram os anos de euforia da Europa e, principalmente, da Grã-Bretanha, com a recuperação econômica e moral do país após a Segunda Guerra Mundial, enquanto os Estados Unidos sofriam encurralados pela Guerra do Vietnã.

## Descrição
O termo swinging (com a conotação de vibrante, descolado, arrojado, moderno) foi usado pela primeira vez para definir a vida e os costumes da cidade pela jornalista de moda Diana Vreeland, então a poderosa editora-chefe da mais famosa revista de moda do mundo, a Vogue, que declarou que Londres era, naqueles dias, a mais vibrante e avant-garde cidade do mundo. O termo foi explicitamente ligado à cidade pela revista norte-americana TIME, em abril de 1965, ao chamá-la em editorial de Swinging London e celebrado pelo lançamento da mais famosa rádio dedicada ao publico jovem da época, Swinging Radio England, uma rádio pirata.

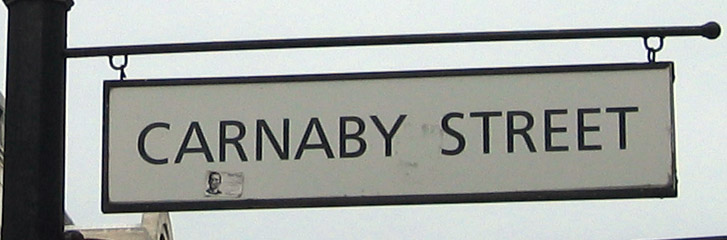
A placa de Carnaby Street, um dos centros da moda e da cultura londrina de vanguarda nos anos 60

Esta foi a época em que a Inglaterra, com seu centro nervoso londrino, lançou ao mundo os mais importantes nomes da música, cinema, artes plásticas e teatrais, moda e comportamento. Os Beatles foram o seu fenômeno maior, seguidos pelos Rolling Stones, The Who, The Kinks, o surgimento dos Pink Floyd, e cantoras como Lulu, que de lá ganharam os EUA e o mundo, no que ficou conhecido como a Invasão Britânica.
Nas telas, Sean Connery e a Bondmania, atores como Michael Caine, Julie Christie, Alan Bates e Terence Stamp e cineastas como Tony Richardson, Richard Lester e Lindsay Anderson, colocavam o cinema inglês na vanguarda de um novo tipo de arte e representação. Na televisão, séries como Os Vingadores definiam um novo tipo de entretenimento televisivo. Nos palcos explodiam as irmãs Redgrave, Vanessa Redgrave e Lynn Redgrave.

A Union Jack, peça de vestuário na moda dos anos 1960.

Na moda, Mary Quant surpreendia a moral mundial lançando a minissaia, enquanto as principais lojas de Carnaby Street e King's Road, o novo centro “fashion” da cidade, como a Biba, definiam o que a juventude deveria usar e eram veneradas nas editorias de moda dos principais veículos de comunicação, dos dois lados do Atlântico. Twiggy, Jean Shrimpton e Veruschka eram as supermodelos da época, todas retratadas pelo fotógrafo oficial das melhores revistas e da sociedade inglesa, David Bailey, inspirador do personagem de outro jovem e talentoso ator, David Hemmings, no filme-cult de Michelangelo Antonioni, Blow-Up, um dos que melhor descreveram o ambiente de hedonismo, egocentrismo e otimismo da Londres da época, em que as boates da moda explodiam ao som de músicas mod, lotadas por gente de todo planeta. Publicações satíricas como Private Eye ridicularizavam o status quo da tradicional e vetusta família britânica.
Após a vitória da Inglaterra na Copa do Mundo de 1966, a bandeira britânica, a Union Jack, virou moda entre os jovens ingleses, passando a fazer parte da indumentária em casacos, vestidos, saias e até roupa de baixo, com a moda lançada por Carnaby Street. Foi também o auge da popularidade dos pequenos carros Mini-Cooper, que passaram a fazer parte da frota londrina de táxis com propaganda em suas laterais, um escândalo para as tradições britânicas.